# Fritz Schwarz (Politiker)

Fritz Schwarz (links) im Gespräch mit Silvio Gesell (Mitte) und Werner Zimmermann (1917)

Fritz Schwarz (* 1. Mai 1887 in Oberthal; † 17. November 1958) war ein Schweizer Lebensreformer, Autor und Politiker. Er war bekannt als Vertreter der Freiwirtschaftslehre.

## Leben
Fritz Schwarz war das fünfzehnte Kind des Emmentaler Bauern Johannes Schwarz und dessen Ehefrau Anna Elisabeth, geborene Kiener. Nach dem Besuch der Primarschule (1894–1902) besuchte er bis 1906 die staatlichen Lehrerseminare Hofwil und Bern. Gemeinsam mit dem späteren Lebensreformer Werner Zimmermann war er als Schüler von Ernst Schneider (1878–1957) durch dessen ethische und lebensreformerische Grundhaltung geprägt. Schneider, Zimmermann und Schwarz verband seither eine lebenslange Gesinnungsgemeinschaft und enge Freundschaft.
Bis 1909 war Fritz Schwarz als Primarlehrer tätig. 1910 heiratete er Anna Zaugg. Aus der Ehe gingen die Töchter Anny und Hedy hervor. Nach Erwerb des Sekundarlehrerpatents war er von 1912 bis 1919 Sekundarlehrer in Schwarzenburg.
Ab 1917 war er zudem Redakteur der Zeitschrift Freistatt (später Freiwirtschaftliche Zeitung bzw. Freies Volk). Er redigierte die Schulreform und übernahm die Leitung des von Ernst Schneider gegründeten „Pestalozzi-Fellenberg-Hauses“, einem Bildungszentrum für pädagogische und volkswirtschaftliche Reformen. Weiterhin war er Leiter des Pestalozzi-Fellenberg-Verlages. Hierbei publizierte er u. a. Werke von Carl Albert Loosli, Alfred Fankhauser sowie verschiedene Schriften zur Freiwirtschaft. Gleichzeitig war Schwarz Sekretär des Schweizerischen Freiwirtschaftsbundes.
1929 heiratete er Elly Glaser. Aus dieser zweiten Ehe gingen der Sohn Hans und die Tochter Ruth hervor. Letztere wurde als Ruth Binde eine einflussreiche Presseagentin im Literaturmilieu. 
Von 1934 bis 1958 war Schwarz im Kantonsparlament des Kantons Bern als Vertreter des Schweizer Freiwirtschaftsbunds (ab 1946 Liberalsozialistische Partei). Von 1954 bis 1957 war er Präsident der Internationalen Freiwirtschaftlichen Union. Auch war er eine Zeit lang Präsident der stadtbernischen Abstinenzvereine.
Fritz Schwarz hat 1925, vier Jahre vor Ausbruch der grossen Weltwirtschaftskrise, in seinem zweibändigen Werk „Segen und Fluch des Geldes in der Geschichte der Völker“ die Gefahren von Wirtschaftskrisen gesehen und deren Ursachen aus seiner Sicht dargelegt. In seiner Schrift von 1924, „Morgan – der ungekrönte König der Welt“, widmet er sich den jeweiligen Ursachen grosser Wirtschaftskrisen seit 1860.
Der schriftliche Nachlass von Fritz Schwarz – darunter Briefwechsel mit Hermann Hesse, Meinrad Lienert, Jakob Bührer, Emil Schibli und Heinrich Federer – befindet sich im Schweizerischen Sozialarchiv Zürich.

## Veröffentlichungen
- Segen und Fluch des Geldes in der Geschichte der Völker. Bd. 1 und 2, 1925. (2. Auflage, Bern, 1931, Verlag Pestalozzi-Fellenberg), Neuauflagen 2010 (Bd. 1, ISBN 978-3-940392-03-9), 2012 (Bd. 2, ISBN 978-3-940392-04-6) Synergia. Vorwort abgedruckt in der Wochenzeitung, 7. Januar 2010.
- Was heute jedermann vom Gelde wissen sollte. Pestalozzi-Fellenberg-Haus Bern 1939.
- Wenn ich an meine Jugend denke: Erinnerungen. GS-Verlag, 2. Auflage 1985, ISBN 3-7185-3055-4
- Autosuggestion – die positive Kraft. Überarb. Neuauflage, Synergia 2007, ISBN 978-3-940392-06-0
- Der Christ und das Geld. Überarb. Neuauflage, Synergia 2008 (erweitert um die „Ballade vom Zins“ von Franz Hohler), ISBN 978-3-940392-00-8. Online: Der Christ und das Geld.
- Das Experiment von Wörgl. Überarb. Neuauflage, Synergia, Darmstadt 2007, ISBN 978-3-9810894-5-5 (Original: Bern 1951). Online: Das Experiment von Wörgl.
- Vorwärts zur festen Kaufkraft des Geldes und zur zinsbefreiten Wirtschaft. Überarb. Neuauflage, Synergia 2007, ISBN 978-3-940392-01-5
- Morgan – der ungekrönte König der Welt. 1924, Pestalozzi-Fellenberg-Verlag, Überarb. Neuauflage, Synergia 2008, ISBN 978-3-940392-06-0. Online: Morgan der ungekrönte König der Welt (PDF der 5. Aufl.).
- Hundert Einwände und Bedenken gegen Freiland - Freigeld, Bern 1933. Online: Hundert Einwände und Bedenken gegen Freiland - Freigeld.